# Arcos de Valdevez (São Paio) e Giela
Arcos de Valdevez (São Paio) e Giela (llamada oficialmente União das Freguesias de Arcos de Valdevez (São Paio) e Giela) es una freguesia portuguesa del municipio de Arcos de Valdevez, distrito de Viana do Castelo.

## Historia
Fue creada el 28 de enero de 2013 en aplicación de una resolución de la Asamblea de la República de Portugal promulgada el 16 de enero de 2013 con la unión de las freguesias de Giela y São Paio, pasando su sede a estar situada en la antigua freguesia de São Paio.

## Demografía
| Gráfica de evolución demográfica de Arcos de Valdevez (São Paio) e Giela entre 2011 y 2021 |
|                                                                                            |
| Datos según el nomenclátor publicado por el INE portugués.                                 |